# Kaitajärvi (Korpilombolo socken, Norrbotten, 745036-181126)
Kaitajärvi är en sjö i Pajala kommun i Norrbotten och ingår i Kalixälvens huvudavrinningsområde. Sjön har en area på 0,172 kvadratkilometer och ligger 199 meter över havet.

## Delavrinningsområde
Kaitajärvi ingår i det delavrinningsområde (744561-181384) som SMHI kallar för Utloppet av Jierijärvi. Medelhöjden är 183 meter över havet och ytan är 20,55 kvadratkilometer. Det finns ett avrinningsområde uppströms, och räknas det in blir den ackumulerade arean 38,83 kvadratkilometer. Jierijärvijoki (Pahaoja) som avvattnar avrinningsområdet har biflödesordning 4, vilket innebär att vattnet flödar genom totalt 4 vattendrag innan det når havet efter 165 kilometer. Avrinningsområdet består mestadels av skog (45 procent) och sankmarker (40 procent). Avrinningsområdet har 0,3 kvadratkilometer vattenytor vilket ger det en sjöprocent på 1,4 procent.